# Mycosphaerella mangiferae
Mycosphaerella mangiferae är en svampart som beskrevs av C. Ramesh 1986. Mycosphaerella mangiferae ingår i släktet Mycosphaerella och familjen Mycosphaerellaceae.   Inga underarter finns listade i Catalogue of Life.